# Slayton (Minnesota)
Slayton település az Amerikai Egyesült Államok Minnesota államában, Murray megyében, melynek megyeszékhelye is. Lakosainak száma 2013 fő (2020. április 1.).

## Népesség
A település népességének változása:

| 2010 | 2 153 |
| 2020 | 2 013 |